# 易貴人
易貴人，亦作伊貴人、怡貴人（？—1728年），姓氏及出身暫不詳，清朝康熙帝之貴人。

## 生平
「易貴人」在滿文檔案中寫作「i gui žin」。
目前並不清楚易貴人是在何時、以何情況被康熙帝收為後宮主位。康熙四十六年，位分等級在嬪位以下且不明身份的後宮主位有蘇貴人、仙貴人、牛常在、查常在、堯常在及大答應十人，並沒有以「易」、「伊」或「怡」字作為稱號的貴人或常在。康熙六十一年十一月十三日，康熙帝逝世，同年十二月，剛登極的雍正帝下達上諭稱「現在有曾生兄弟之母未經受封者，俱應封為貴人」、「內有一常在，年已七旬，亦應封為貴人」，未知她是否因此封為貴人。
雍正六年 (1728年) 四月，易貴人病逝。同月二十一日，雍正帝下旨稱讓易貴人入葬景陵妃園寢尚可，並且規定以後曾奉御聖祖的貴人尚可入陵，若為隨常加封者則不可。易貴人的采棺隨後暫安於曹八里屯殯宮，並且在八月十八日經由欽天監衙門擇看後，稱在九月十九日「怡貴人之器皿」移往妃府為佳，惟在雍正七年八月二十五日卯時才正式入券安葬，其墓穴位於第五排東數第四位。

## 備註
1. ↑  《陵寢易知》及《昌瑞山萬年統志》中，她被記作「伊貴人」，而《國朝宮史》則記作「易貴人」，蓋因聖祖嬪位以下後宮的漢文稱號大多是由滿文發音轉寫而來，故同一個人物的漢文稱號會有不止一種寫法。
2. ↑   唐邦治撰《清皇室四譜》卷二稱易貴人為「貴人易氏」'"`UNIQ--ref-00000001-QINU`"'，理據不明。
3. ↑  即為清東陵之景陵妃園寢